# Región geográfica intermedia de Serra Talhada
La región geográfica intermedia de Serra Talhada es una de las cuatro regiones intermedias del estado brasileño de Pernambuco y una de las 134 regiones intermedias de Brasil, creadas por el Instituto Brasileño de Geografía y Estadística (IBGE) en 2017. Está compuesta por 25 municipios, distribuidos en dos regiones geográficas inmediatas.
Su población total estimada por el Instituto Brasileño de Geografía y Estadística (IBGE) para el 1 de julio de 2018 era de 515 026 habitantes, distribuidos en una área total de 19 562,552 km².
Serra Talhada es el municipio con más habitantes de la región intermedia, con 85 774 habitantes, en consonancia con estimativas de 2018 del Instituto Brasileño de Geografía y Estadística (IBGE).

## Regiones geográficas inmediatas
| Región geográfica inmediata | Municipios | Población estimada 2018 | Área (km²) |
| --------------------------- | --- | ----------------------- | ---------- |
| Serra Talhada               | Betânia Calumbi Carnaubeira da Penha Flores Floresta Jatobá Mirandiba Petrolândia Santa Cruz da Baixa Verde São José do Belmonte Serra Talhada Tacaratu Triunfo | 325 564                 | 15 248.987 |
| Afogados da Ingazeira       | Afogados da Ingazeira Brejinho Carnaíba Iguaracy Ingazeira Itapetim Quixaba Santa Terezinha São José do Egito Solidão Tabira Tuparetama                         | 189 462                 | 4 313.565  |
| Total                       | 25 | 515 026                 | 19 562.552 |